# Малые Озёра
Ма́лые Озёра —  посёлок в Советском районе Ростовской области России. 
Входит в состав Чирского сельского поселения.

## Климат
Климат умеренно континентальный. Лето жаркое и сухое, зима умеренно-холодная, наступает обычно с середины декабря. Преобладающие направления ветров –восточное и северо-восточное. Среднегодовая норма осадков составляет 310 мм.

## Население
| 2010 |
| ---- |
| 107  |

## Инфраструктура
Личное подсобное хозяйство.

## Транспорт
Деревня доступна автотранспортом. 
Остановка общественного транспорта «Малые Озёра».

## Улицы
В посёлке одна улица: Озёрная.